# 21ji made no Cinderella
„21ji made no Cinderella” (jap. 21時までのシンデレラ 21ji made no Sinderera) – ósmy singel zespołu Berryz Kōbō, wydany 3 sierpnia 2005 roku przez wytwórnię Piccolo Town. Został wydany także jako „Single V” (DVD) 22 czerwca 2005 roku.
Singel osiągnął 13 pozycję w rankingu Oricon i pozostał na liście przez 3 tygodnie, sprzedano 20 464 egzemplarzy.

## Lista utworów
| Nr | Tytuł                                                                                       | Słowa  | Kompozycja | Aranżacja        | Czas |
| -- | ------------------------------------------------------------------------------------------- | ------ | ---------- | ---------------- | ---- |
| 1. | "21ji made no Cinderella" (jap. 21時までのシンデレラ 21ji made no Sinderera)                | Tsunku | Tsunku     | Takao Konishi    |      |
| 2. | "Himitsu no U.Ta.Hi.Me" (jap. 秘密のウ·タ·ヒ·メ)                                            | Tsunku | Tsunku     | Yukari Hashimoto |      |
| 3. | "21ji made no Cinderella" (jap. 21時までのシンデレラ 21ji made no Sinderera) (Instrumental) |        | Tsunku     | Takao Konishi    |      |

Single V
| Nr | Tytuł                                                                   | Czas |
| -- | ----------------------------------------------------------------------- | ---- |
| 1. | "21ji made no Cinderella" (jap. 21時までのシンデレラ)                   |      |
| 2. | "21ji made no Cinderella" (jap. 21時までのシンデレラ) (Dance Shot Ver.) |      |
| 3. | "Making eizō" (jap. メイキング映像)                                     |      |